# حسین فرکی

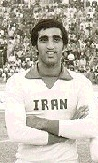
فرکی در سال ۱۹۷۸ میلادی

حسین فرکی (زادهٔ ۲ فروردین ۱۳۳۶ در تهران) مهاجم سابق و سرمربی بازنشسته فوتبال اهل ایران می‌باشد. او هم‌اکنون به عنوان عضو هیئت‌مدیره باشگاه فوتبال فولاد خوزستان فعالیت می‌کند.
وی در جام جهانی ۱۹۷۸ آرژانتین در هر سه بازی که با تیم‌های هلند، اسکاتلند و پرو انجام شد، برای تیم ملی ایران به میدان رفته‌است.
فرکی با تیم فوتبال پاس تهران، قهرمانی در جام تخت جمشید ۱۳۵۵ و جام تخت جمشید ۱۳۵۶ را نیز تجربه کرده‌است. همچنین او به همراه تیم پاس در جام تخت جمشید ۱۳۵۷ در صدر گلزنان قرار داشت، اما این جام به دلیل وقوع انقلاب نیمه‌تمام تعطیل شد. پس از آن، وی مدتی عضو تیم الشعب امارات بود و سپس به تیم پاس تهران بازگشت.
وی همچنین همراه با تیم ملی به مقام سوم جام ملت‌های آسیا ۱۹۸۰ کویت رسید.
او به مدت سه سال در تیم ملی ایران دستیار برانکو ایوانکوویچ بوده‌است. فرکی همچنین سابقهٔ سرمربی‌گری تیم ملی امید ایران در سال ۲۰۰۴ را نیز دارد.
وی در لیگ برتر فوتبال ایران ۹۳–۱۳۹۲ تیم فولاد خوزستان را به مقام قهرمانی رساند.و شگفتی ساز شد
او همچنین در لیگ برتر فوتبال ایران ۹۴–۱۳۹۳ تیم سپاهان اصفهان را به مقام قهرمانی رساند تا در در طی ۲ سال، دو تیم مختلف را به مقام قهرمانی در مسابقات لیگ برتر فوتبال ایران رسانده باشد.

## گل‌های ملی
| #  | تاریخ            | محل              | حریف              | نتیجه بازی | نتیجه | مسابقات                      |
| -- | ---------------- | ---------------- | ----------------- | ---------- | ----- | ---------------------------- |
| ۱  | ۲ اردیبهشت ۱۳۵۶  | شیراز، ایران     | عربستان سعودی     | ۲–۰        | برد   | مقدماتی جام جهانی ۱۹۷۸       |
| ۲  | ۹ مهر ۱۳۵۶       | تهران، ایران     | مجارستان          | ۳–۱        | برد   | بازی دوستانه                 |
| ۳  | ۲۱ اردیبهشت ۱۳۵۷ | تولوز، فرانسه    | فرانسه            | ۱–۲        | باخت  | بازی دوستانه                 |
| ۴  | ۸ اسفند ۱۳۵۸     | سنگاپور، سنگاپور | چین               | ۲–۲        | مساوی | مقدماتی المپیک تابستانی ۱۹۸۰ |
| ۵  | ۱۱ اسفند ۱۳۵۸    | سنگاپور، سنگاپور | سنگاپور           | ۳–۰        | برد   | مقدماتی المپیک تابستانی ۱۹۸۰ |
| ۶  | ۱۱ اسفند ۱۳۵۸    | سنگاپور، سنگاپور | سنگاپور           | ۳–۰        | برد   | مقدماتی المپیک تابستانی ۱۹۸۰ |
| ۷  | ۱۷ اسفند ۱۳۵۸    | سنگاپور، سنگاپور | هند               | ۲–۰        | برد   | مقدماتی المپیک تابستانی ۱۹۸۰ |
| ۸  | ۱۴ مرداد ۱۳۵۹    | العین، امارات    | امارات متحدهٔ عربی | ۲–۰        | برد   | بازی دوستانه                 |
| ۹  | ۱۴ مرداد ۱۳۵۹    | العین، امارات    | امارات متحدهٔ عربی | ۲–۰        | برد   | بازی دوستانه                 |
| ۱۰ | ۱۶ مرداد ۱۳۵۹    | ابوظبی، امارات   | امارات متحدهٔ عربی | ۳–۰        | برد   | بازی دوستانه                 |
| ۱۱ | ۱۶ مرداد ۱۳۵۹    | ابوظبی، امارات   | امارات متحدهٔ عربی | ۳–۰        | برد   | بازی دوستانه                 |

## عملکرد به عنوان مربی

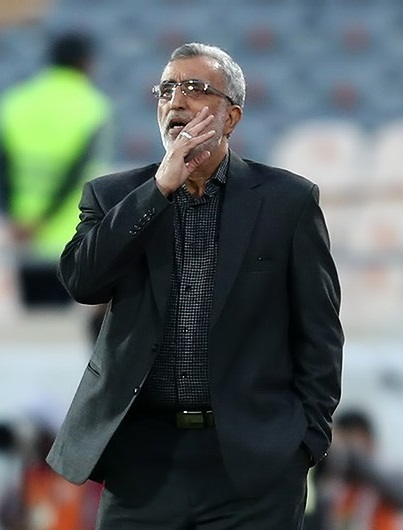
در زمان هدایت سپاهان

| تیم                       | از           | تا          | رکورد | رکورد | رکورد | رکورد | رکورد  | رکورد    | رکورد | رکورد |
| تیم                       | از           | تا          | بازی  | برد   | مساوی | باخت  | گل زده | گل خورده | تفاضل | برد % |
| ------------------------- | ------------ | ----------- | ----- | ----- | ----- | ----- | ------ | -------- | ----- | ----- |
| پاس (موقت)                | مه ۲۰۰۰      | اکتبر ۲۰۰۰  | ۱۲    | ۳     | ۶     | ۳     | ۲۰     | ۲۱       | ۱−    | ۰۲۵   |
| تیم ملی امید ایران (موقت) | مه ۲۰۰۴      | دسامبر ۲۰۰۴ | ۵     | ۴     | ۰     | ۱     | ۹      | ۳        | ۶+    | ۰۸۰   |
| کاوه تهران                | ژوئن ۲۰۰۹    | ژوئیه ۲۰۱۰  | ۵۰    | ۳۳    | ۷     | ۱۰    | ۵۸     | ۳۰       | ۲۸+   | ۰۶۶   |
| نفت تهران                 | ژوئیه ۲۰۱۰   | ژوئن ۲۰۱۲   | ۶۷    | ۲۰    | ۲۴    | ۲۳    | ۷۸     | ۷۸       | ۰+    | ۰۳۰   |
| فولاد                     | ژوئن ۲۰۱۲    | ژوئن ۲۰۱۴   | ۸۶    | ۴۵    | ۲۸    | ۱۳    | ۱۱۸    | ۶۷       | ۵۱+   | ۰۵۲   |
| سپاهان                    | سپتامبر ۲۰۱۴ | نوامبر ۲۰۱۵ | ۴۲    | ۲۶    | ۱۰    | ۶     | ۷۸     | ۳۱       | ۴۷+   | ۰۶۲   |
| سایپا                     | ژوئن ۲۰۱۶    | مه ۲۰۱۷     | ۳۳    | ۹     | ۱۱    | ۱۳    | ۲۵     | ۳۲       | ۷−    | ۰۲۷   |
| پیکان تهران               | دسامبر ۲۰۱۸  | ژانویه ۲۰۲۰ | ۱۷    | ۵     | ۴     | ۸     | ۱۵     | ۲۵       | -۱۰   | ۳۳٫۳۳ |
| مجموع                     | مجموع        | مجموع       | ۳۰۹   | ۱۵۳   | ۸۵    | ۷۱    | ۳۷۴    | ۲۶۷      | ۱۰۷+  | ۰۵۰   |

## افتخارات

### بازیکن
پاس تهران
- لیگ فوتبال ایران (۲): جام تخت جمشید ۱۳۵۵، جام تخت جمشید ۱۳۵۶

### مربی
کاوه تهران
- لیگ دسته دوم فوتبال ایران (۱): ۸۸–۱۳۸۷

فولاد خوزستان
- لیگ برتر (۱): ۹۳–۱۳۹۲

سپاهان اصفهان
- لیگ برتر (۱): ۹۴–۱۳۹۳

### فردی
- آقای گل لیگ فوتبال ایران (۱): جام تخت جمشید ۱۳۵۷ (نیمه‌تمام)
- برترین‌های فوتبال ایران (بهترین مربی) (۲): ۹۳–۱۳۹۲، ۹۴–۱۳۹۳
- برترین‌های فوتبال ایران (مربی اخلاق) (۲): ۹۲–۱۳۹۱، ۹۳–۱۳۹۲